# Sonoya Mizuno
Sonoya Mizuno (ur. 1 lipca 1986 w Tokio) – brytyjska aktorka, która wystąpiła m.in. w filmach Ex Machina, La La Land i Anihilacja.

## Życiorys
Sonoya urodziła się w Tokio, lecz wychowała w Somerset w Anglii. Jej ojciec pochodzi z Japonii, a matka ma brytyjsko-argentyńskie pochodzenie; prócz niej mają jeszcze pięcioro dzieci. Zanim została aktorką, była profesjonalną tancerką baletową.

## Filmografia

### Filmy
| Rok  | Tytuł                   | Rola                   | Uwagi |
| ---- | ----------------------- | ---------------------- | ----- |
| 2012 | Venus in Eros           | Leśniczy               |       |
| 2015 | Ex Machina              | Kyoko                  |       |
| 2016 | High Strung             | Jazzy                  |       |
| 2016 | Alleycats               | Suzie                  |       |
| 2016 | La La Land              | Caitlin                |       |
| 2017 | Piękna i Bestia         | Debiutantka            |       |
| 2018 | Anihilacja              | Katie / Humanoid       |       |
| 2018 | All About Nina          | Ganja                  |       |
| 2018 | The Domestics           | Betsy                  |       |
| 2018 | Bajecznie bogaci Azjaci | Araminta Lee           |       |
| 2019 | Ambition                | Sarah                  |       |
| 2022 | Am I Ok?                | Jane                   |       |
| 2022 | Men                     | Police Operator (głos) |       |
| 2023 | Shortcomings            | Meredith               |       |

### Seriale
| Rok  | Tytuł     | Rola            | Uwagi                |
| ---- | --------- | --------------- | -------------------- |
| 2018 | Maniac    | dr Azumi Fujita | miniserial           |
| 2020 | Devs      | Lily Chan       | miniserial; gł. rola |
| 2022 | Ród Smoka | Mysaria         | w gł. obsadzie       |